# Philipp Laux
Philipp Laux (* 25. Januar 1973 in Rastatt) ist ein ehemaliger deutscher Fußballtorhüter, Psychologe und Coach. Nach seiner Karriere als Spieler studierte er Psychologie und begleitet seit 2008 verschiedene Bundesligisten als Teampsychologe.

## Karriere als Spieler
Nachdem er mit 18 Jahren bereits Stammtorhüter des VfB Gaggenau war, mit dem er 1993 im Elfmeterschießen an der Seite von Marco Grimm, Markus Köppel und Adnan Kevrić gegen Titelverteidiger Freiburger FC den Südbadischen Pokal gewann, wechselte Philipp Laux im selben Jahr als Ersatztorhüter zum Bundesligisten Borussia Dortmund. Hier kam er nicht zum Einsatz und wechselte ein Jahr später in die Regionalliga Süd zum SSV Ulm 1846. Dort war er Stammtorhüter und stand bei den Spatzen nach dem Aufstieg in die 2. Bundesliga 1998 im Tor. Er bestritt alle Zweitligaspiele und feierte am Ende der Saison den – überraschenden – direkten Durchmarsch in die Bundesliga. Mit 34 Bundesligaspielen in der Saison 1999/2000 ist er der Spieler des Vereins mit den meisten Einsätzen im deutschen Oberhaus. Als Mannschaftskapitän war er zudem einer der Führungsspieler. In seinen sechs Jahren bei Ulm verpasste Laux nur ein Ligaspiel.
Nach dem direkten Wiederabstieg verließ Laux den Verein und heuerte erneut bei Borussia Dortmund an. Dieses Mal kam der Ersatzmann achtmal zum Einsatz. Da er nicht dauerhaft zweiter Torhüter sein wollte, wechselte er 2002 zu Eintracht Braunschweig, die aus der Regionalliga Nord in die 2. Bundesliga aufgestiegen waren. Wegen eines Knorpelschadens im linken Knie musste Laux allerdings seine Karriere beenden.

## Karriere nach dem aktiven Profisport
Nach dem Karriereende begann er an der Universität Mannheim ein Psychologiestudium, welches er 2008 mit dem Diplom abschloss. 2015 promovierte Philipp Laux an der Universität Heidelberg. Zudem startete er die Trainerausbildung.
Ab 2004 war er für den DFB tätig und betreute als Torwarttrainer mehrere deutsche Jugendauswahlmannschaften bei den jeweiligen Qualifikationsspielen für die Europameisterschaft bzw. Weltmeisterschaft sowie 2005 kurzzeitig auch die deutsche Frauennationalmannschaft.
Im Sommer 2006 trat er dem Trainerstab seines ehemaligen Coaches Ralf Rangnick bei und wurde Torwarttrainer bei der TSG 1899 Hoffenheim. Zur Saison 2008/09 wechselte er zum FC Bayern München, wo er im Trainerstab von Jürgen Klinsmann, Jupp Heynckes, Louis van Gaal und Andries Jonker als Teampsychologe tätig war und in gleicher Funktion abermals unter Jupp Heynckes arbeitete. Im Juli 2012 wechselte er in gleicher Position zum damaligen Viertligisten RB Leipzig.
Laux war bis zur Saison 2017/2018 beim VfB Stuttgart als Teampsychologe tätig. Ab dem 1. Juli 2018 war Laux als Psychologe, Coach und Experte selbständig und transferierte Erkenntnisse aus dem Spitzensport in die Wirtschaft, bis er Anfang Mai 2020 zu Borussia Dortmund zurückkehrte. Hier ist er für die Lizenzspieler, den Trainer- sowie den Funktionsstab der Bundesligamannschaft tätig.

## Familie
Laux ist verheiratet und hat zwei Söhne.

## Erfolge
SSV Ulm
- Deutscher Fußballamateurmeister (1): 1996
- Meister der Regionalliga Süd (1): 1998
- Aufstieg in die 2. Fußball-Bundesliga (1): 1998
- Aufstieg in die Fußball-Bundesliga (1): 1999
- WFV-Pokalsieger (2): 1995, 1997

Borussia Dortmund
- UEFA-Pokal-Finalist (1): 2002
- Deutscher Meister (1): 2002